# ビビッド・モンスターズ・クロニクル
『ビビッド・モンスターズ・クロニクル』は、キキによる日本の漫画作品。『まんがタイムきららミラク』（芳文社）にて、2014年12月号から2015年2月号までのゲスト掲載を経たのち、同年の3月号から2017年10月号まで連載された。

## ストーリー
牧野夢子は自身のある目的を果たすために生まれて初めてネットゲームに挑戦する。そのゲームの名は『ビビッド・モンスターズ・クロニクル』。彼女はボン・キュ・ボンとしてゲームの世界に降り立つが早々にピンチに陥り、そこをあんこに助けられたことでボンは初めての仲間ができる。ところが、夢子はふとしたことをきっかけにあんこが同じクラスの中村あずきだということを知り、2人は現実においても急接近する。そしてボンはゲーム中でキャロライン=チェンバーとも出会い、3人はクエストの道中を協力して苦難を乗り越え、ついに攻略することに成功し、ギルド「キャロライン親衛隊」を結成する。その後もボンたちは冒険の中で新たな出会いを交わしつつ、ゲームと現実、そのどちらにおいても仲間との絆を育み、着々と成長していく。

## ゲームの世界観と仕様
『ビビッド・モンスターズ・クロニクル』（通称：ビビモン）における最大の魅力はパートナーとなるビビッドモンスター（ビビモン）をプレイヤー自身の手でデザインできることである。ビビモンには特性があり、ゲーム開始のスキャン時にコマンド、かくとう、魔法の3タイプから1つが自動で設定される。野生のビビモンは特定の条件を満たすことで使役することができ、名前も付けられる。
プレイヤー自身もまた自由にキャラメイクができる。基本ジョブは剣士、魔術士、治療士の3種類が存在し、個々のジョブは固有のスキルを備えている。レベル40を超えると最初に選んだジョブ以外からジョブを新たに1つ解放でき、2種類のジョブをマスターするとそれぞれの要素を併せ持つ上位職になることができる。そして、それらの更なる上位職である極・剣士や極・魔術士といった隠しジョブも存在するが、転職条件は明らかになっていない。スキルはポイント制となっており、ジョブごとに好きに割り振ることができる。また、攻撃力や防御力といったステータスのポイントも割り振ることができる。
属性は水・炎・草・雷と光・闇が相関の関係にあり、同属性には耐性があるが、前者は炎であれば水が弱点であり、後者は互いに弱点である。通常エリアのボス戦では与ダメージの多かったPTにボスドロップが配分される。プレイヤーまたはパートナーのビビモンが戦闘不能になった場合は復活の薬草を使うことで復活できるが、PTが全滅すると経験値と所持金の1%が消失し、また装備が破損する可能性もある。チャット以外での意思表示の方法にはアクションコマンドが使える。

## 登場人物

### メインキャラクター
牧野 夢子（まきの ゆめこ）
本作の主人公。キャラクター名は「ボン・キュ・ボン」。第一ジョブは剣士で、第二ジョブは治療士。容姿はその名の通りスタイルが良く、露出の多い格好をしている。
パートナーのビビモン名は「プカリン」で、特性は魔法タイプ。その名の通り宙に浮いているが、デザインのスキャンに失敗したため見た目は不格好になっている。
現実では高校生であり、明るく前向きな性格。髪型は二つ結びで体は小柄で胸も小さく、高校では同級生や先生からよくからかわれており、ゲームでの彼女の容姿は彼女自身の願望が少なからず反映されている。
あずきとは同じ高校のB組に通うクラスメイトであり、仲の良い友達。ビビモンを始めた動機は長いこと連絡の取れない姉の空子を探すためである。
中村 あずき（なかむら あずき）
キャラクター名は「♪あんこ♪」。ジョブは魔法剣士。容姿はポニーテールと紫色のリボンが特徴。
パートナーのビビモン名は「うさきのこ」（通称：うさきのさん）で、特性はコマンドタイプ。デザインはうさぎときのこを掛け合わせたもの。仲良くなったプレイヤーには動物の耳のアクセサリーを配って装備させている。普段は穏やかだが、時折辛辣な表情を浮かべてしまう。
現実では高校生であり、容姿は長い黒髪に眼鏡を掛けている。身長は高く胸も大きい。夢子とはクラスメイトであり、人見知りなため当初は夢子に戸惑うが、ゲームの話をするとすぐに意気投合し、徐々に口数も増えていった。
口で話すよりもタイピングの方が早く、また動物の耳が好きで、常に様々な付け耳を持ち歩いている。趣味は料理とビビモンのキャラクターグッズを作ること。
佐藤 赤音（さとう あかね）
キャラクター名は「キャロライン=チェンバー」。第一ジョブは治療士で、第二ジョブは魔術士。容姿はお姫様のようであり、居丈高な口調が特徴。
パートナーのビビモン名は「アレクサンダー」（通称：アレックス）で、特性は魔法タイプ。デザインは猫。
当初はカエルプリンスに苦戦するほど弱く、前線にうっかり出過ぎて即死するなど失敗も多かったが、ギルドのサポート役として着実に成長していく。また、ゲーム中には徹底して決まった時間にしか顔を見せない。森の洞窟のクエストをクリアした後にはボンとあんこの3人でギルド「キャロライン親衛隊」を立ち上げギルドマスターとなり、親衛隊長を名乗っている。
現実では中学生であり、責任感の強さから学級委員長を務めている。本当は要領が悪く頭もあまり良くないが、人一倍に努力することでそれをカバーしている生真面目な性格。人付き合いも不器用なため苦手で、ゲーム中では意図せず高圧的な態度を取ってしまうことを悩んでいる。髪型はセミショートで頭にリボンを付けている。また、タマという猫を飼っている。
鈴木 千絵理（すずき ちえり）
キャラクター名は「チェリム」で、ジョブは魔術士。容姿は幼い少女で、隠しジョブの極・魔術士を目指している。一人称は「俺」。
パートナーのビビモン名は「ルーチェ」で、特性はかくとうタイプ。デザインはスライム状。
以前はワイルドな容姿の男性キャラでレベル99だったが、初心に帰るために全てのデータを消して最初からやり直しており、以前あんこと同じギルドに属していた縁から一時的にキャロライン親衛隊に加入している。また、ゲーム上の仲間を大事に思っており、面倒見が良く思いやりのある一面もある。
現実では赤音の通う中学校で養護教諭として保健室で働いおり、また光理の姉でもある。校内では丁寧な物腰だが、自宅では一転して雑で男勝りな性格を見せる。
鈴木 光理（すずき ひかり）
赤音のクラスメイトであり友達。また千絵理の妹でもある。気さくな性格で、赤音とは授業中に怪我をした彼女を介抱したのをきっかけに仲良くなったが、以前から赤音にはノートを借りたり宿題の期限を延ばしてもらったりと助けられていた。
千絵理がビビモンをしていることを知ったことでビビモンに興味を持ち、そして実際にビビモンを始め、新たにキャロライン親衛隊に加入した。
キャラクター名は「ヒカリ☆」で、ジョブには就いていない。パートナーのビビモン名は「ヒットマンΩ」で、特性はかくとうタイプ。デザインは棒人間。密かにキャロの正体についても気付いている。

### その他の登場人物
姫李（ひめり）
夢子とあずきのクラスメイト。夢子からビビモンに誘われている。
牧野 空子（まきの そらこ）
夢子の姉で、長い間彼女の前から行方をくらましている。夢子曰く「頭は良いけどアホで間抜けで変人」。唯一残された彼女の手掛かりはビビモンのデザイン画だけである。
じょそ天（じょそてん）
ジョブは極・剣士でとてつもなく強く、自称「ビビモン廃人」。チェリムとはかつての知り合いで一人称は「僕」。
初心者や他のプレイヤーの手助けをしており、神出鬼没でゲーム中では有名人として通っている。
連れているビビモンは全身を鎧で固めているが、それはボンと同様にデザインのスキャンに失敗したためでもある。
wako（わこ）
長いツインテールとマフラーが特徴。ジョブは剣士。パートナーのビビモン名は「カメロパルダリス号」で、デザインはメカを意識している。ギルドに所属しており、3人の仲間がいる。ボンたちとはアパレイユ地下遺跡で出会い、流れで共闘することになったのをきっかけに仲良くなり、その後も度々再会しては共闘している。また虫がとても苦手である。

### ゲーム中に登場する野生ビビモン
ワイルドウルフ
始まりの平原の初心者フィールドのボス。
ドロップアイテムは「ウルフのヘアバンド」と「ウルフの尻尾」。
カエルプリンス
ゲーム中で最弱のビビモン。
ワイルドラビット
始まりの平原にある池の近くに生息する強いビビモン。ドロップアイテムは「うさぎのヘアバンド」。
ゴブリン
盗みを働くビビモン。特殊クエスト「泥棒の隠れ家」ではキーキャラクターとなる。
ワイルドスパイダー
主に森の洞窟に生息するビビモンで、群れで行動する。ドロップアイテムは「クモの足」と「虫の餌（幼虫）」で、後者は同ビビモンのHPを減らしてから与えると使役することができる。
アルマリザード
森の洞窟に生息するビビモン。
ファイアリーフ
森の洞窟のボス。小柄でかわいらしい見た目でありながら、取り巻きを召喚したり猛毒ガスを放ったりと容赦のない強さを見せる。植物のような姿に反して実際の属性は炎であり、迂闊に炎属性の攻撃をしていると倒せない。
ドロップアイテムはギルドアジトを作るのに必要なアイテム「勇気の結晶～ファイアリーフ～」。
イベント後はアイテムの効果によりキャロライン親衛隊のガイドを務めている。
カピバーマン
大きな花の茂るエリアに生息する。ドロップアイテムは「げっ歯類の歯」と「呪いのカピバラマスク」。
ラフレシア
大きな花の茂るエリアに生息する。かなり強いが、プレイヤーから接触しなければ危害は加えてこない。
ゾンビビモン
アパレイユ地下遺跡に生息するビビモン。闇属性。

## ゲーム中に登場する地名
始まりの平原
ゲームを始めたプレイヤーが最初に必ず訪れることになるエリア。
首都ロイゼル
多くのプレイヤーの拠点がある街。ここではギルドとそのアジトの創設や、ジョブチェンジ、ジョブの解放、アイテムの売買、壊れた装備の修理などをすることができる。
ギルドアジト
首都ロイゼルで生成されたギルドアジトの基礎デザインで、屋内にはギルドメンバーが好きに家具を置くことができる。なおギルドアジトに出入りできるのはギルドメンバーだけである。
ギルドを作るにはアイテムが必要であり、案内役となるガイドビビモンを雇うことが可能。ただしボスドロップで手に入るビビモンの名前が入ったレアアイテムを使いギルドを作った場合に限り、該当のビビモンが無料でガイドビビモンとなり、アジトも無料でもらえるという破格の待遇を受けられる。また、ガイドビビモンにはGvG（ギルド同士のバトル）において恩恵を与える効果もある。
森の洞窟
特殊クエスト「泥棒の隠れ家」専用のダンジョンマップ。かつては盗賊ビビモンのアジトであった。
アパレイユ
首都ロイゼルの調査隊が発見した町で、住民は王国の介入を拒んでおり、そのため王国の人間は快く思われていない。
初めて訪れたときには入場クエストが発生し、ダンジョンをクリアするまで町に入ることはできない。
アパレイユ地下水路
アパレイユ地下に広がる通常のダンジョン。奥へ進むと地下遺跡に繋がっている。入場制限はレベル35以上。

## 書誌情報
- キキ 『ビビッド・モンスターズ・クロニクル』 芳文社〈まんがタイムKRコミックス〉、全4巻
  1. 2015年8月27日発売、ISBN 978-4-8322-4611-9
  2. 2016年3月26日発売、ISBN 978-4-8322-4679-9
  3. 2016年12月27日発売、ISBN 978-4-8322-4782-6
  4. 2017年9月27日発売、ISBN 978-4-8322-4874-8